# Lear (ópera)

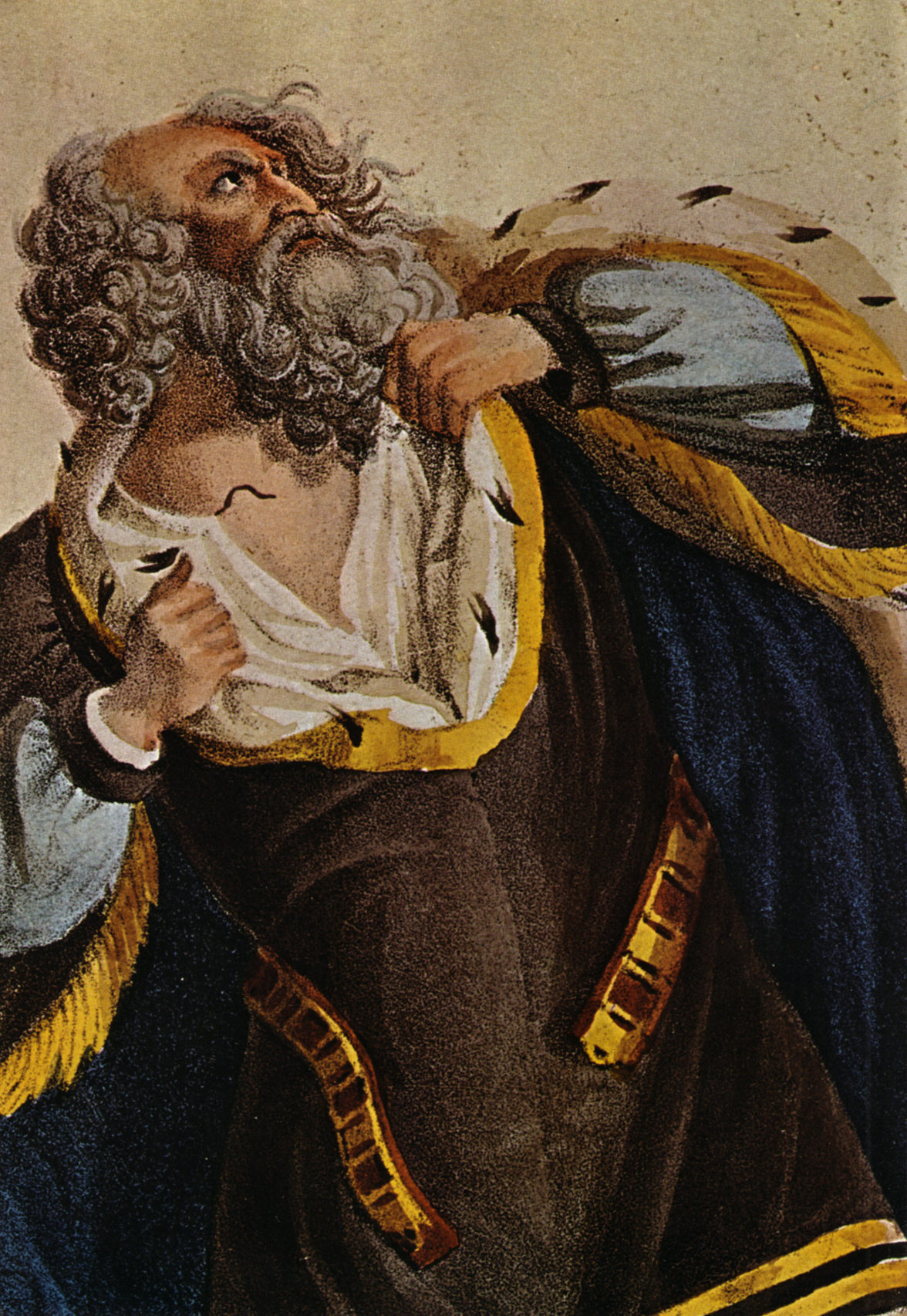
El Rey Lear, probablemente hecho para la producción de Jean-François Ducis en 1769.

Lear es una ópera en dos partes con música de Aribert Reimann y libreto de Claus Henneberg, basado en el drama El rey Lear de William Shakespeare. Se estrenó en el Nationaltheater en Múnich el 9 de julio de 1978 con Dietrich Fischer-Dieskau, Julia Varady, Helga Dernesch, bajo la dirección de Gerd Albrecht.
Es una ópera muy rara vez representada; en las estadísticas de Operabase aparece con sólo 2 representaciones en el período 2005-2010.

## Personajes[1]
- Lear (barítono)
- Rey de Francia (bajo barítono)
- Duque de Albany (barítono)
- Duque de Cornualles (tenor)
- Duque de Gloucester (barítono bajo)
- Conde de Kent (tenor)
- Edgar (tenor)
- Edmund (tenor)
- Gonerilda, hija de Lear (soprano dramática)
- Regania, hija de Lear (soprano)
- Cordelia,[2] hija de Lear (soprano)
- Un Loco (papel hablado)

## Argumento
En Escocia, en la Edad Media, El rey Lear abdica, y reparte su reino entre sus tres hijas: Gonerilda, Cordelia y Regania. 

## Instrumentación
- 3 flautas (todas doblando piccolo), flauta alto, flauta bajo, 3 oboes, corno inglés, 2 clarinetes, clarinete bajo, 2 fagots, contrafagot
- 6 trompas, 4 trompetas, 3 trombones, tuba
- Percusión (6 instrumentistas), 2 arpas
- Sección de cuerdas: 24 violines, 10 violas, 8 violonchelos, 6 contrabajos